# District de Chadiza
Le district de Chadiza est un district de Zambie, situé dans la Province Orientale. Sa capitale se situe à Chadiza. Selon le recensement zambien de 2000, le district a une population de 83 981 personnes.